# Andrea Gyarmati
Andrea Gyarmati (Budapest, 15 aprile 1954) è un'ex nuotatrice ungherese.
È figlia del pallanuotista Dezső Gyarmati e della nuotatrice Éva Székely.
Specializzata nel dorso e nella farfalla ha vinto due medaglie alle Giochi olimpici di Monaco 1972: l'argento nei 100 m dorso e il bronzo nei 100 m farfalla.
È stata primatista mondiale dei 100 m farfalla.

È una dei Membri dell'International Swimming Hall of Fame.

## Palmarès
- Olimpiadi

Monaco 1972: oro nei 100 m e 200 m dorso e nella staffetta 4x100 m misti.
- Mondiali

1973 - Belgrado: bronzo nei 200 m dorso.
- Europei

1970 - Barcellona: oro nei 200 m dorso e nei 100 m farfalla, argento nei 100 m dorso e nella staffetta 4x100 m sl.